# Орлы (премия)
Польские кинонаграды (пол. Polskie Nagrody Filmowe), чаще употребляется название «Орлы» (пол. Orły) — ежегодные награды в области кинематографии, присуждаемая Польской киноакадемией. Первая церемония награждения прошла 21 июня 1999 года.

## История
Польские кинонаграды в первый раз были вручены 21 июня 1999 года в варшавском кинотеатре «Capitol» — награды были вручены в 12 категориях, по итогам 1998 года, а церемонию вручения наград провели Пётр Махалица и Мария Пакульнис. Организатором, а также инициатором создания и вручения наград было «Общество независимых производителей кино- и теле- фильмов» (позже переименованное на «Общегосударственный дом производителей аудиовизуальной продукции (КИПА)») во главе с тогдашним председателем Общества, Дариушем Яблоньским, который и придумал эту награду. Постановщиком всех церемоний вручения награды является созданный с этой целью «Независимый фонд кино», создателем которого также является Яблоньский.
В 2003 году, по инициативе КИПА, была создана Польская киноакадемия (ПАФ), имеющая целью официально присуждать Польские кинонаграды, как это делается в других странах (например в Испании — Испанская академия кинематографических искусств и наук, присуждающая награду «Гойя»). До того награды присуждались специальной электоратной комиссией. Членами ПАФ стали те члены электоратной комиссии, которые имели право голоса при присуждении Орлов и приняли приглашение КИПА войти в академию. С 14 апреля 2008 года президентом академии является Агнешка Холланд.
Первоначально церемонии вручения наград проходили под почётным патронажем президента республики. Сейчас почётный патронаж над Польскими кинонаградами осуществляет Министр культуры и национального наследия.

## Присуждение наград
Кандидатами на Польские кинонаграды могут быть все польские художественные игровые фильмы (а также их создатели и актёры), которые вышли на экраны в первый раз в Польше, как минимум на неделю общедоступного платного показа, в период с 1 января по 31 декабря. Номинируются кандидаты, получившие лучшие результаты в каждой из категорий. Группа избирающих имеет в своём составе более 500 членов ПАФ и состоит из профессионалов десяти киноспециальностей, которые имеют в своём послужном списке как минимум один художественный игровой фильм, вышедший на экраны после 1989 года.
Все, кто был номинирован на Польские кинонаграды, получают приглашения стать членами в Европейской киноакадемии.
Голосование на Польские кинонаграды тайное и проводится в два этапа. Данные засекречены до оглашения результатов. Голосование всегда начинается в первых неделях января, когда аудиторская компания PricewaterhouseCoopers, наблюдающая над ходом голосования и гарантирующая действительность процесса, высылает всем членам академии именные карточки для голосования. Первый этап голосования продолжается до начала февраля. После этого закрывается почтовый ящик, на который отсылаются заполненные карточки. После этого компания PricewaterhouseCoopers проверяет все карточки с голосами членов академии. Второй этап это выборы лауреатов «Орлов».

## Статуэтка
Статуэтка награды представляет собой распростёртые крылья орла, помещённые на белом цоколе. Крылья и цоколь перевиты лентой, напоминающей киноленту. Автором статуэтки, вручаемой с 2001 года, является польский скульптор Адам Федорович.

## Категории
В 1999 году «Орлы» вручались в 12 категориях. Сейчас они вручаются в 19 категориях (в каждой из них от 2 до 6 номинантов):
- за лучший фильм (присуждается с 1999 года)
- за лучший европейский фильм (с 2005 года)
- за лучший игровой сериал (с 2015 года)
- за лучший документальный фильм (с 2013 года)
- лучшему режиссёру (с 1999 года)
- за лучший сценарий (с 1999 года)
- за лучшую главную мужскую роль (с 1999 года)
- за лучшую мужскую роль второго плана (с 2000 года)
- за лучшую главную женскую роль (с 1999 года)
- за лучшую женскую роль второго плана (с 2000 года)
- за лучшую работу оператора (с 1999 года)
- за лучшую музыку в фильме (с 1999 года)
- за лучшую сценографию (с 1999 года)
- за лучшие костюмы (с 2001 года)
- за лучший монтаж (с 1999 года)
- за лучший звук (с 1999 года)
- за открытие года (с 2008 года)
- награда общественности (с 2002 года)
- за жизненные достижения (с 1999 года)

Упразднённые категории
- лучшему продюсеру (с 1999 до 2001 года)
- специальная награда (с 2001 до 2003 года)

## Церемонии вручения наград
| Церемония | Дата            | За год | Место                               | Ведущие                                          |
| --------- | --------------- | ------ | ----------------------------------- | ------------------------------------------------ |
| 1.        | 21 июня 1999    | 1998   | Кинотеатр Capitol                   | Пётр Махалица и Мария Пакульнис                  |
| 2.        | 11 апреля 2000  | 1999   | Большой театр                       | —                                                |
| 3.        | 23 апреля 2001  | 2000   | Большой театр                       | Пётр Гонсовский                                  |
| 4.        | 9 марта 2002    | 2001   | Королевский дворец                  | —                                                |
| 5.        | 15 марта 2003   | 2002   | Большая аула Варшавской политехники | Олаф Любаченко и Павел Вильчак                   |
| 6.        | 6 марта 2004    | 2003   | Королевский дворец                  | Мацей Штур                                       |
| 7.        | 5 марта 2005    | 2004   | Интерконтиненталь Варшава           | Збигнев Замаховский и Войцех Малайкат            |
| 8.        | 27 февраля 2006 | 2005   | Национальный театр                  | Мацей Штур                                       |
| 9.        | 5 марта 2007    | 2006   | Национальный театр                  | Збигнев Замаховский и Войцех Малайкат            |
| 10.       | 14 апреля 2008  | 2007   | Национальный театр                  | Мацей Штур                                       |
| 11.       | 9 марта 2009    | 2008   | Национальный театр                  | Адам Кравчук, Рафал Рутковский и Мацей Вежбицкий |
| 12.       | 1 марта 2010    | 2009   | Польский театр                      | Мацей Штур                                       |
| 13.       | 7 марта 2011    | 2010   | Польский театр                      | Лукаш Гарлицкий                                  |
| 14.       | 19 марта 2012   | 2011   | Национальный театр                  | Мацей Штур                                       |
| 15.       | 4 марта 2013    | 2012   | Национальный театр                  | Аркадиуш Яничек                                  |
| 16.       | 10 марта 2014   | 2013   | Польский театр                      | Мацей Штур и Иоанна Кулиг                        |
| 17.       | 2 марта 2015    | 2014   | Польский театр                      | Гражина Торбицкая                                |

## Рекорды

### Фильмы, получившие 5 или более «Орлов»
- 8 наград — Реверс (2009) (13 номинаций)
- 8 наград — Пианист (2002) (13 номинаций)
- 7 наград — Боги (2015) (13 номинаций)
- 7 наград — Роза (2011) (8 номинаций)
- 7 наград — Катынь (2007) (11 номинаций)
- 7 наград — Jasminum (2006) (9 номинаций)
- 7 наград — Исполнитель (2005) (8 номинаций)
- 7 наград — Жизнь как смертельная болезнь, передающаяся половым путём (2000) (12 номинаций)
- 6 наград — Свадьба (2004) (10 номинаций)
- 6 наград — Мой Никифор (2004) (10 номинаций)
- 6 наград — Пан Тадеуш (1999) (11 номинаций)
- 5 наград — Малая Москва (2008) (8 номинаций)
- 5 наград — Зажмурь глаза (2003) (8 номинаций)
- 5 наград — Порнография (2003) (9 номинаций)
- 5 наград — Привет, Терезка (2001) (10 номинаций)
- 5 наград — Долг (1998) (10 номинаций)

### Фильмы, которые получили 10 и более номинаций
| Фильм                                                     | Год  | Число номинаций | Число наград |
| --------------------------------------------------------- | ---- | --------------- | ------------ |
| Реверс                                                    | 2009 | 13              | 8            |
| Пианист                                                   | 2002 | 13              | 8            |
| Боги                                                      | 2015 | 13              | 7            |
| Жизнь как смертельная болезнь, передающаяся половым путём | 2000 | 12              | 7            |
| Примас. Три года из тысячи                                | 2000 | 12              | 1            |
| Jack Strong                                               | 2015 | 12              | 1            |
| Катынь                                                    | 2007 | 11              | 7            |
| Пан Тадеуш                                                | 1999 | 11              | 6            |
| Неделя из жизни мужчины                                   | 1999 | 11              | 0            |
| Мой Никифор                                               | 2004 | 10              | 6            |
| Свадьба                                                   | 2004 | 10              | 6            |
| Привет, Терезка                                           | 2001 | 10              | 5            |
| Долг                                                      | 1999 | 10              | 5            |
| Облава                                                    | 2012 | 10              | 4            |
| 33 сцены из жизни                                         | 2008 | 10              | 4            |
| Персона нон грата                                         | 2005 | 10              | 4            |
| История кино в Попелявах                                  | 1998 | 10              | 4            |
| Вейзер                                                    | 2001 | 10              | 3            |
| Эди                                                       | 2002 | 10              | 2            |
| Удары                                                     | 2004 | 10              | 1            |
| Домашние хроники                                          | 1998 | 10              | 1            |
| Там и обратно                                             | 2002 | 10              | 0            |

### Лидеры среди режиссёров
- Войцех Смаржовский — 3 номинации, 3 награды
- Кшиштоф Краузе — 3 номинации, 2 награды
- Ежи Сколимовский — 2 номинации, 2 награды
- Анджей Якимовский — 2 номинации, 2 награды

### Лидеры среди актёров
- Кинга Прайс — 12 номинаций, 4 награды
- Януш Гайос — 6 номинаций, 3 награды
- Роберт Венцкевич — 5 номинаций, 4 награды
- Ян Фрыч — 7 номинаций, 2 награды
- Станислава Целиньская — 5 номинаций, 2 награды
- Анджей Хыра — 5 номинаций, 2 награды
- Збигнев Замаховский — 5 номинаций, 2 награды
- Данута Шафлярская — 4 номинации, 2 награды
- Доминика Осталовская — 3 номинации, 2 награды
- Данута Стенка — 3 номинации, 2 награды
- Кристина Фельдман — 2 номинации, 2 награды

### Лидеры по числу номинаций
- Кинга Прайс — 12 номинаций за роли
- Ванда Земан — 10 номинаций за монтаж
- Марцин Вронко — 9 номинаций за звук

### Лидеры по числу наград
- Кшиштоф Птак — 6 наград за операторское мастерство
- Войцех Киляр — 4 награды за музыку

### «Большая пятёрка» номинаций

#### Полный лауреат
- Судебный исполнитель (2005)

1. Лучший фильм: Судебный исполнитель
2. Лучший режиссёр: Феликс Фальк
3. Лучший сценарист: Феликс Фальк
4. Лучшая исполнительница главной женской роли: Кинга Прайс
5. Лучший исполнитель главной мужской роли: Анджей Хыра

#### Номинации
Получившие 4 награды из «Большой пятёрки»
- Жизнь как смертельная болезнь, передающаяся половым путём (2000): лучший фильм, лучший режиссёр и сценарист (Кшиштоф Занусси) и лучший исполнитель главной мужской роли (Збигнев Запасевич)
- Привет, Терезка (2001): лучший фильм, лучший режиссёр (Роберт Глинский), лучший сценарист (Яцек Вычомирский) и лучший исполнитель главной мужской роли (Збигнев Замаховский)
- Зажмурь глаза (2002): лучший фильм, лучший режиссёр и сценарист (Анджей Якимовский) и лучший исполнитель главной мужской роли (Збигнев Замаховский)

3 награды из «Большой пятёрки»
- Реверс (2009): лучший фильм, лучший сценарист (Анджей Барт) и лучшая исполнительница главной женской роли (Агата Бузек)

2 награды из «Большой пятёрки»
- Нужно убить Секала (1998): лучший исполнитель главной мужской роли (Олаф Любаченко) и лучший сценарист (Йиржи Кржижан)
- Пианист (2002): лучший фильм, лучший режиссёр (Роман Поляньски)

1 награда из «Большой пятёрки»
- Тёмный дом (2009): лучший режиссёр (Войцех Смаржовский)
- Всё, что я люблю (2010): лучший сценарист (Яцек Борцух)
- Jack Strong (2015): лучшая исполнительница главной женской роли (Мая Осташевская)

0 наград из «Большой пятёрки»
- Домашние хроники (1998)
- Пан Тадеуш (1999)
- Неделя из жизни мужчины (1999)
- Большая тварь (2000)
- Примас. Три года из тысячи (2000)
- Там и обратно (2001)